# Голокост у Житомирі
Голокост у Житомирі — систематичне винищення євреїв на території міста Житомира, окупованого нацистською Німеччиною у роки Другої світової війни.

## Чисельність єврейського населення Житомира напередодні нацистської окупації
Згідно з даними на 1939 р., у Житомирі проживало 29 053 євреї, тобто понад 30 % населення. З початком війни між Третім Райхом та Радянським Союзом близько 20 тис. з них вдалося евакуюватися, багато єврейських чоловіків було також мобілізовано до Червоної армії. Місто було окуповане 9 липня 1941 р. і, за приблизними німецькими даними, у цей час у ньому проживало ще близько 5 тис. євреїв. Перша реєстрація євреїв Житомирською міською управою почалася вже 11 липня 1941 р., проте її результати не вдалося виявити. За сучасними підрахунками, на початку нацистської окупації в Житомирі проживало не більше 7 тис. євреїв.

## Початок антиєврейського насильства (липень–серпень 1941р.)
У перші дні нацистської окупації деякі єврейські мешканці Житомира стали жертвами насильства з боку своїх сусідів, що супроводжувалося грабунками, побиттям, зґвалтуваннями і навіть вбивствами.
У середині липня 1941 р. Житомир став штаб-квартирою Айнзатцгрупи С (Einsatzgruppe C). Перші масові вбивства в місті було скоєно переважно особовим складом підпорядкованої їй Зондеркоманди 4а (Sonderkommando 4a) за співучасті 1-ї піхотної бригади СС (1. SS-Infanterie-Brigade) та підрозділів вермахту. Найперше з них відбулося 19 липня 1941 р., коли 100 євреїв було розстріляно начебто на знак помсти за підпали будівель, що мали місце у місті. В оголошенні окупаційної влади стверджувалося:
…Жидівські палії спалили вже багато будинків міста. Численні родини зостались без даху над головою. Мешканці міста Житомира! Це ж понищено Ваше майно! За це розстріляно 19 липня 1941 року 100 жидів. Пересторога для всіх. У випадку дальших підпалів поступатиму ще суворіше, а крім цього, всі мешканці домів, віддалених на сто метрів від місця пожару, будуть заарештовані як підозрілі в саботажі. Українці! Уважте самі й бережіть власне майно від жидівсько-комуністичних саботажників…:171
У наступні дні антиєврейське насильство лише набирало обертів. Так, 22 липня повідомлялося про вбивство 187 «росіян та євреїв», 30 липня — про 180 «комуністів та євреїв» та додатково ще 41 особи. В «Донесенні про події в СРСР № 47» від 9 серпня 1941 р. підсумовувалося:
«В Житомирі останніми днями було покінчено з бл. 400 євреями, головним чином саботажниками і політичними функціонерами».:171
Саме в липні 1941 р. штандартенфюрер СС Пауль Блобель, командир Зондеркоманди 4а, вперше оголосив підлеглим про намір вбити всіх житомирських євреїв.
Наприкінці липня 1941 р. кількасот євреїв було розстріляно також особовим складом 1-ї роти 45-го резервного поліцейського батальйону (Reserve-Polizeibataillon 45). Командир 528-го піхотного полку майор Рьослер (Rosler), який разом із двома підлеглими став свідком цього масового вбивства, описував його наступним чином:
…Коли ми нарешті піднялися на насип, перед нашими очима постала жахлива за своєю жорстокістю картина, що приголомшувала і жахала непідготовану людину. Там було викопано яма біля 7–8 м довжиною і приблизно 4 м шириною, на одному краю якої лежала купа викинутої з неї землі. Цей пагорб і прилеглу до нього стінка ями були цілковито залиті потоками крові. Сама яма була заповнена багатьма трупами чоловіків та жінок різного віку, загальне число яких важко визначити, як і глибину ями. За насипаним валом перебувала команда на чолі з поліцейським офіцером. На формі поліцейських були сліди крові. На віддалі навколо стояло багато солдат розквартированих там частин; деякі з них були присутні як глядачі й були у трусах, там було також багато цивільного населення, в тому числі жінки та діти…:171
7 серпня 1941 р. відбулося масове вбивство, під час якого двох євреїв, Мойсея Когана і Вольфа Кіпера, обвинувачених у роботі в радянських каральних органах, привселюдно повісили, а ще 402 євреїв розстріляли. За організацією цього масового вбивства відповідала Зондеркоманда 4а та німецькі військові структури, що дислокувались у Житомирі. Плакати на шибениці на Сінному майдані, на якій повісили Кіпера та Когана, повідомляли про них німецькою та українською мовами як про «жида із ЧеКа Вольфа Кіпера, вбивника 1 350 німців й українців» та «помічника жида із ЧеКа, ката Мойсея Когана». Затримані 402 євреї теж перебували на Сінному майдані, де їх били, а після того відконвоювали на Кінний цвинтар і там розстріляли. (Фото 1 з посиланням на джерело) У німецькій документації ця акція називалася «зразковою» з пропагандистської точки зору.
У місцевій пресі було опубліковано відповідне маніпулятивне повідомлення:
«7 серпня ц[ього]. р[оку]. на Сінному майдані в Житомирі відбулась екзекуція — повішено на шибениці двох жидів-енкаведистів, хижих звірів-катів, що довгі роки купали брудні жидівські руки свої в крові невинних жертв з місцевого німецького і українського населення.
Ось вони, ці потворні виродки:
Вольф Кіпер, жид, 54 років, з Черняхова, области Житомирської, був від 1920 р. уповноважений Чека по Волинській области.
Він убив частково власноручно, частково через помічників, понад 1 350 місцевих німців і українців через отруєння, розстріляння, побиття та втоплення, часто після попередніх катувань та тортурів.
Мойсей Коган, жид, 38 років, з села Івановичі, району Черняхівського. Він протягом неповних 4 місяців здійснив понад 120 убивств місцевих німців і українців власноручно через розстріляння, зарізання й отруєння.
Для цих звірів у людській постаті жалко кулі. Яко слаба відплата за їхні преступки вважається повішення їх на шибениці». (Фото 2 з посиланням на джерело):171
Загалом упродовж липня–серпня 1941 р. у Житомирі було вбито близько 2 тис. євреїв.

## Масове вбивство (вересень 1941р.)
У серпні 1941 р. в Житомирі було створено гетто, під яке відведено територію в районі вулиць Чуднівської, Островської та Катедральної. Згідно з даними на 5 вересня 1941 р., тут проживало 4 820 осіб. А вже 10 вересня 1941 р. відбулася нарада між керівництвом Айнзацгрупи С та польової комендатури, на якій було вирішено «однозначно і радикально ліквідувати єврейську громаду». Результатом цього рішення стало масове вбивство, скоєне в Житомирі 19 вересня 1941 р. особовим складом Зондеркоманди 4а. Воно докладно описувалось у «Донесенні про події в СРСР № 106» від 7 жовтня 1941 р.:
…19.9. о 4 годині ранку розпочалась евакуація єврейського району, після того як увечері попереднього дня його було оточено 60 членами української міліції. Транспортування було проведено за допомогою 12 вантажівок, які було виділено фельдкомендатурою та міською адміністрацією Житомира. Після того, як було здійснено перевезення і за допомогою 150 в'язнів зроблено необхідні приготування, було схоплено і страчено 3 145 євреїв…:171
Серед речей розстріляних співробітники Зондеркоманди 4а відібрали найцінніші, а решту — 25–30 тонн постільної білизни, одягу, взуття тощо — передали службі з питань соціального забезпечення при НСДАП (Nationalsozialistische Volkswohlfahrt). Вона повинна було розподілити їх серед фольксдойче.
21 вересня 1941 р. статистичний відділ Житомирської міської управи закінчив перепис населення, згідно з яким у місті нараховувалося всього 340 євреїв. Йшлося про кваліфікованих робітників, які утримувались у в'язниці на території ліквідованого гетто і були вбиті впродовж 1942 р..

## Порятунок житомирських євреїв
Голокост вдалося пережити менше ніж двадцяти житомирським євреям. Більшість із них завдячували своїм порятунком допомозі з боку місцевого неєврейського населення. Рятівники надавали допомогу переслідуваним євреям навіть попри те, що за їхнє переховування нацистська окупаційна адміністрація погрожувала смертною карою. Так, Чарна Гільбовська переховувалася певний час у сім'ях Зайчуків та Костюкевичів, а потім влаштувалася до сиротинцю за документами на ім'я своєї подруги Лариси Костюкевич, які та сама їй дала. У 1995 р. подружжя Миколи та Надії Зайчуків і їхню доньку Марію Донченко (Зайчук), а також Ларису Шмідт (Костюкевич) було удостоєно звань Праведників народів світу.
У Житомирській області відкрили мобільну виставку, завдяки якій усі охочі зможуть познайомитися з темою масових захоронень жертв Голокосту в Україні. 26 січня 2022 року відбулася сесія Овруцької міської ради Овруцької територіальної громади. Саме на ньому відкрили пересувну виставку «Захистимо пам'ять». Завдяки експозиції можна дізнатися більше про спорудження меморіалів у тих місцях, де масово знищували єврейське та ромське населення у часи Другої Світової війни. Окрім ініціаторки проєкту Юлії Давидюк, до офіційного відкриття долучився голова об'єднаної територіальної громади Овруччини Іван Коруд.